# 汪郁喬
汪郁喬（2000年7月18日—），臺灣女子羽毛球運動員。

## 簡歷
汪郁喬出自桃園治平高中，大學就讀國立體育大學，2017年第二次全國羽球排名賽後成為中華民國羽球協會甲組球員。
2019年9月，汪郁喬搭檔劉巧芸在緬甸國際系列賽奪下生涯首座國際賽冠軍。同樣在9月，汪郁喬／劉巧芸參加在新北市舉行的亞洲大學羽球錦標賽，最終在決賽以0比2（19-21、15-21）不敵中國的杜芃／倪博文，獲得亞軍。

### 2022－2023年
汪郁喬、劉巧芸曾在2022年短暫拆夥，兩人在該年9月重新組合後成績取得明顯進步，在克羅地亞國際賽、保加利亞國際賽、捷克公開賽獲得一冠一亞一季。2023年，汪／劉國際賽成績更進一步，在泰國、斯洛文尼亞、奧地利三站國際賽摘冠。

## 主要比賽成績
只列出曾進入準決賽的國際賽事成績：
| 年份   | 賽事                   | 公開賽級別 | 項目     | 搭檔   | 成績   |
| ------ | ---------------------- | ---------- | -------- | ------ | ------ |
| 2019年 | 緬甸羽毛球國際系列賽   | 國際系列賽 | 女子雙打 | 劉巧芸 | 冠軍   |
| 2022年 | 克羅地亞羽毛球國際賽   | 未來系列賽 | 女子雙打 | 劉巧芸 | 準決賽 |
| 2022年 | 保加利亞羽毛球國際賽   | 未來系列賽 | 女子雙打 | 劉巧芸 | 冠軍   |
| 2022年 | 捷克羽毛球公開賽       | 國際系列賽 | 女子雙打 | 劉巧芸 | 亞軍   |
| 2022年 | 捷克羽毛球公開賽       | 國際系列賽 | 混合雙打 | 楊明哲 | 準決賽 |
| 2023年 | 泰國羽毛球國際挑戰賽   | 國際挑戰賽 | 女子雙打 | 劉巧芸 | 冠軍   |
| 2023年 | 大阪羽毛球國際挑戰賽   | 國際挑戰賽 | 女子雙打 | 劉巧芸 | 準決賽 |
| 2023年 | 斯洛文尼亞羽毛球公開賽 | 國際挑戰賽 | 女子雙打 | 劉巧芸 | 冠軍   |
| 2023年 | 奧地利羽毛球公開賽     | 國際系列賽 | 女子雙打 | 劉巧芸 | 冠軍   |
| 2023年 | 丹麥羽毛球大師賽       | 國際挑戰賽 | 女子雙打 | 劉巧芸 | 亞軍   |
| 2025年 | 德國羽球公開賽         | 超級300賽  | 女子雙打 | 林筱閔 | 準決賽 |

| 2018-2026年 | 總決賽 | 超級1000賽 | 超級750賽 | 超級500賽 | 超級300賽 | 超級100賽 | 國際挑戰賽 | 國際系列賽 | 未來系列賽 | 其他 |